# Will Fish
William Thomas Fish (Manchester, 17 februari 2003) is een Engels voetballer die in het seizoen 2021/22 door Manchester United wordt uitgeleend aan Stockport County.

## Clubcarrière
Fish genoot zijn jeugdopleiding bij Manchester United. Op 23 mei 2021 maakte hij zijn officiële debuut in het eerste elftal van de club: op de slotspeeldag van de Premier League mocht hij tegen Wolverhampton Wanderers in de blessuretijd invallen voor Daniel James. In juli 2021 werd hij voor één seizoen uitgeleend aan Stockport County, een club uit de National League.